# Osszián
James Macpherson (1736-1796) skót költő alkotta meg Ossziánt, a kelta bárdot, aki valójában soha sem létezett, csak Macpherson képzeletében. Osszián művei Caledóniáról, az eltűnt országról énekelnek, visszasírva a régi szép időket.

„James Macpherson korlátlan képzelőerővel és igen nagy költői tehetséggel kitalálta az őskelta királyt, Finghalt, s ennek vak énekes fiát, Ossziánt, aki eldalolja ennek a királynak a hőstörténetét, Moránnak, a tengeri kémnek a kalandjait, valamint Oszkár és Malvin szerelmét.”

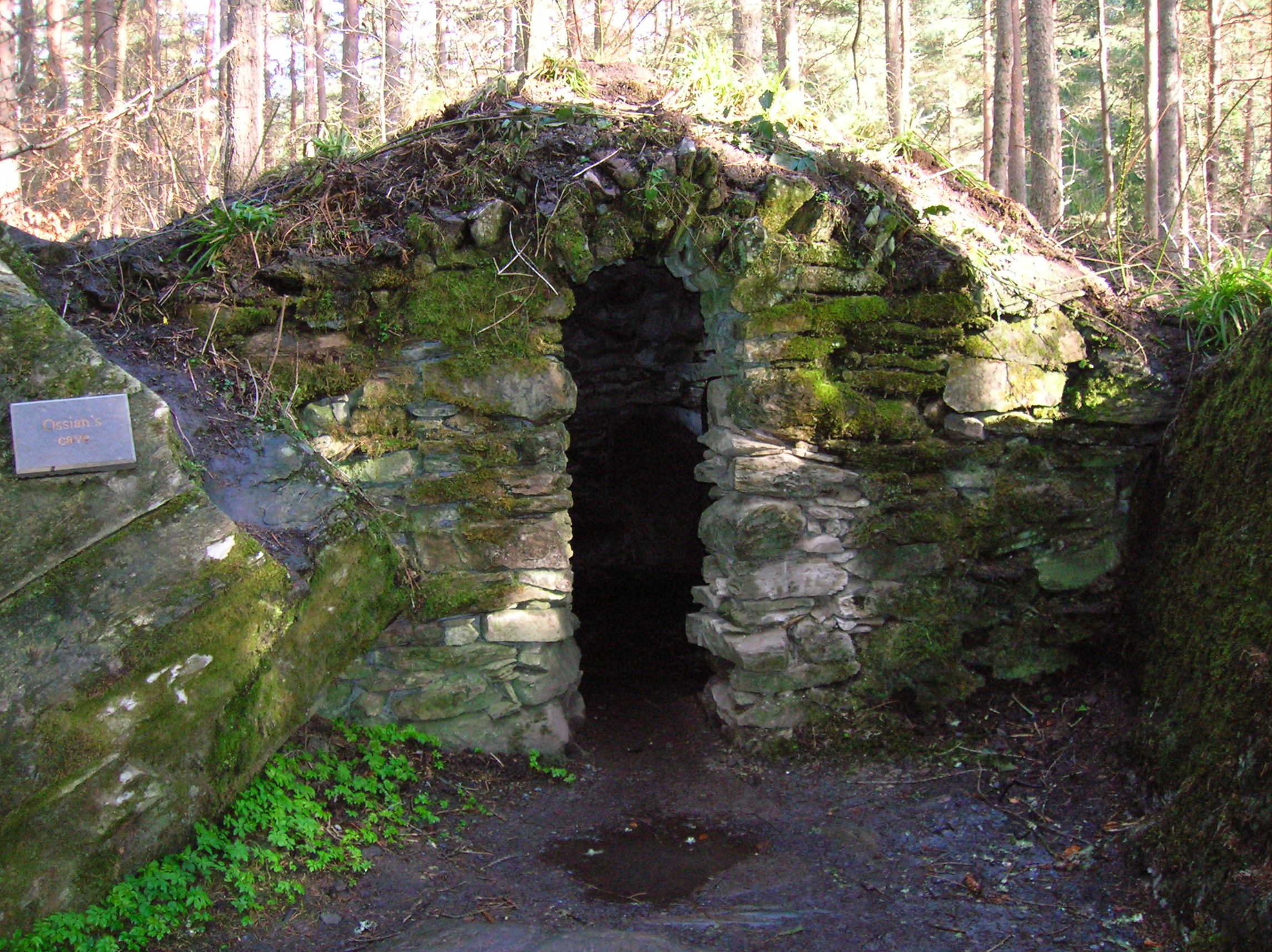
Osszián barlangja a Hermitage Dunkeld mellett; Skócia

A következő években újabb és újabb, szintén ritmikus prózában született hőskölteményekre bukkant, s végül 1765-ben megjelentek Osszián összegyűjtött művei. A skót költő először 1760-ban publikált 15 töredéket, a Fragments of Ancient poetry címmel, majd két nagyobb kötetet, a Fingal, 1762-ben. Ezt követte az An Ancient Epic Poem in Six Bookst (1762), majd egy évvel később a Temora, an Ancient Epic poem in Eight Bookst (1763). Ezt követően két teljes kiadás jelent meg 1765-ben (The Works of Ossian) és 1773-ban (The Poems of Ossian), amely egybegyűjtve, ám eltérő sorrendben adta közre az ossziáni balladákat.

## Hatása
Az ossziáni eposzok nyomán virágzott ki a szentimentalizmus, s hatott a romantikára is. Nagy hatással volt többek között Goethére,  Herderre, Lönnrotra, Longfellowra, Batsányi Jánosra, Thaly Kálmánra, Petőfire, Aranyra. Goethe saját fordításában illesztett be részleteket Az ifjú Werther szenvedéseibe, magyarra először Ráday Gedeon ültette át. A Fingal ihlette Mendelssohn Hebridák-nyitányát, a romantikus festők is előszeretettel választották témát az  Osszián-eposzokból.
Az eposzokat számtalan nyelvre lefordították, Franciaországban színpadra is vitték.

### Az Osszián-kultusz Magyarországon
A magyar Osszián-kultusz kialakulását a bécsi császári könyvtár igazgatójának, az egyébként jezsuita szerzetesnek, Michael Denisnek (1729–1800) köszönhetjük. Ő adta ki az első teljes ossziáni fordítást, német hexameterekben. Az első magyar nyelvű (rész)fordítás az Osszián utolsó éneke, melyet Batsányi János fordított magyarra. Az első teljes körű magyar fordítás a nyelvújító Kazinczy Ferenc nevéhez köthető,  melyet Minden Munkájiban (1814-1816) publikált.

## Kritikája
A mű megjelenését követően sokan kétségbe vonták a Fingal eredetiségét.
Az angol Samuel Johnson hamar leleplezte, hamisítónak bélyegezte James Macphersont. A kétségek miatt Macphersont felszólították, hogy mutassa be az eredeti szöveget, amit ő anyagi nehézségekre hivatkozva megtagadott. Műve fogadtatása az egyre nyilvánvalóbb ellentmondások ellenére is töretlenül népszerű maradt, az olvasók hitték, mert hinni akarták, hogy a ködös, borongós hangulatot árasztó, romantikus és mélabús versek valódiak.